# Gotische opstand van Tribigild
De Gotische opstand van Tribigild was een opstand in 399-400 van de Goten in Anatolië (Oost-Romeinse rijk) die een grote politieke crisis veroorzaakte tijdens het bewind van keizer Arcadius (395-408). De opstand werd geleid door Tribigild, aanvoerder van een eenheid Goten binnen het Romeinse leger. Aanvankelijk speelde de opstand zich alleen af in Anatolië, maar nadat de opperbevelhebber van het Oost-Romeinse leger Gainas interveerde en de kant van de Goten koos werd ze een bedreiging voor de eenheid binnen het oostelijke rijk.

## Aanloop
De Anatolische Goten woonden oorspronkelijk ten noorden van de Donau. In 386 waren zij de heerschappij van de Hunnen ontvlucht en onder leiding van Odotheus in het Romeinse Rijk terechtgekomen. Na conflicten met het Romeinse leger waarbij Odotheus sneuvelde werden de Goten onderworpen en naar de streek Frygië in Anatolië overgebracht. Sommigen dienden in het leger, anderen werden te werk gezet op de landerijen als arbeiders. Door de Romeinen werd veelvuldig gebruik gemaakt van de Goten voor militaire diensten. Zij hadden als  foederati eenzelfde status als hun volksgenoten die enkele jaren daarvoor in Moesië verbleven onder Alarik. In Nakoleia (Anatolië) leidde Tribigild met de rang van comes of graaf een afdeling bereden Goten die hier centraal gelegerd waren om de militaire wegen door de regio te bewaken.
Volgens huidige historici ontstond in Anatolië dezelfde situatie als bij de Goten die hadden meegevochten aan de zijde van keizer Theodosius in de Slag aan de Frigidus in 394. Gotische milities hadden onder Eutropius, met succes in 397/8 de Hunnen en Krim-Goten bestreden, maar vonden dat hun rol in de overwinning onvoldoende beloond werd. Men vermoedt dat de Goten in Anatolië hierdoor in opstand kwamen.
Daarnaast was volgens de overgeleverde contemporaine geschiedenis voorafgaand aan de opstand sprake van een machtsstrijd aan het keizerlijk hof tussen Gainas, die van Gotische komaf was, en de invloedrijke raadgever Eutropius, die de meeste invloed kon uitoefenen op de jonge keizer Arcadius.

## Opstand
De rebellie van de Anatolische Goten brak uit in 399 en spoedig ontpopte Tribigild zich als leider van de opstand. In de eerste dagen van hun opstand waren zij zeer succesvol. De bronnen benadrukken dat de Goten steden veroverden, dit wordt bevestigd door het verslag van Zosimus: 
«"Zo gebeurde het dat Tribigildus, zonder iemand zich tegen hem te verzetten, elke stad veroverde en alle inwoners en soldaten doodde."« Zosimus (5.15.2)
Zosimus legt speciale nadruk op het feit dat de Goten onder Tribigild zowel burgers als soldaten doodden als zij een stad hadden veroverden, een punt dat poëtisch werd herhaald door Claudianus: 
«"De barbaar barstte in op die steden die zo vredig, zo gemakkelijk gevangen te nemen waren. Er was geen hoop op veiligheid, geen kans om te ontsnappen. Lange en vreedzame eeuwen hadden de afbrokkelende stenen van hun kantelen doen vallen"« Claudianus, In Eutropium (tegen Eutropius) II.274-8
Hieruit blijkt dat de Goten van Tribigild uit ervaring wisten hoe ze steden moesten belegeren. Die ervaring hadden ze opgedaan tijdens militaire campagnes van het Romeinse leger. 
De opstand breidde zich uit in Klein-Azië toen naast de Goten ook een groeiend aantal ontevreden boeren en slaven zich aansloten. In wat volgde werden Frygië, Lydia, Pamphylia en Pisidia geplunderd en een keizerlijk leger dat gestuurd werd door Eutropius en onder leiding stond van Leo verslagen. Tribigild werd alleen opgehouden in Pamphylia, waar hij wegen moest doorkruisen die volledig ongeschikt waren voor zijn bereden cavalerie. 

### Staatsgreep van Gainas
Een nieuw leger dat gelegerd was in Thracië kreeg na Leo's nederlaag opdracht naar Phrygia op te trekken om de opstand te bedwingen. Dit leger stond onder bevel van Gainas, doch maakte  weinig aanstalten om tegen Tribigild op te trekken. De reden hiervoor was dat Gainas de opstand gebruikte om zijn eigen politieke agenda te kunnen verwezenlijken. Aan het begin van de opstand was Gaines nog de onderliggende partij aan het hof, zijn positie ten opzichte van Eutropius was bijzonder zwak, echter naarmate de opstand van Tribigild zich ontwikkelde en het keizerlijk leger dat een einde moest maken aan de opstand volkomen verslagen werd, nam zijn invloed toe. Eutropius belandde op een zijspoor en keizer Arcadius verhief Gainas tot zijn opperbevelhebber. 
Volgens Zosimus kwam Gainas niet onmiddellijk in actie. Hij beschuldigde hem van uitstel in een poging om de centrale regering te ondermijnen of om Tribigild meer tijd te geven grotere schade aan te richten. Echter wordt dit complot noch door Claudianus, noch Philostorgius, tijdgenoten van Zosimus genoemd, en lijkt het erop dat deze aantijgingen door Zosimus, enkele generaties later, gericht waren op het omlaag halen van het karakter van Gainas en hem in een kwaad licht te stellen. Daarentegen lijkt het logischer dat Gainas, die voor het eerst in een bevoorrechte keizerlijke positie terecht kwam na een mislukte poging van Eutropius om de opstand neer te slaan, zich ervan weerhield om Tribigild aan te vallen op basis van een berekend plan. Hij adviseerde Arcadius om met Tribigild te onderhandelen en drong erop aan dat eerst Eutropius zou worden verwijderd.

### Alliantie tussen Tribigild en Gainas
Toen Tribigilds Goten Chalcedon aan de overkant van Constantinopel bereikten, slaagde Gainas erin hem te overtuigen om zich bij zijn staatsgreep aan te sluiten. Met de steun van Tribigild beschikte Gainas over een aanzienlijk leger (meest Goten) en deed nu een greep naar de macht. Gezamenlijk trokken zij Constantinopel binnen en verdreven Aurelianus, eveneens een rivaal met invloed op Arcadius. Nu hij de hoofdstad in zijn handen had, was Gainas oppermachtig geworden en liet hij Eutropius executeren. Gebruik makend van zijn macht liet hij de keizer tevens opdracht geven af te zien van de diensten van Alarik en de provincie Pannonia af te staan aan het Westen. Door deze administratieve verandering raakte Alarik zijn militaire rang van generaal en het recht op wettelijke voorzieningen voor zijn mannen kwijt. Gainas hoopte hiermee een gevaarlijke tegenstander kwijt te raken aan het westelijke rijk.

### Opstand van het volk in Constantinopel
In de hoofdstad Constantinopel raakte Gainas niet lang daarna zijn regie over de gebeurtenissen kwijt. Uit ontevredenheid over zijn handelen  en gedeeltelijk op initiatief van de patriarch van  Constantinopel Johannes Chrysostomus kwam het volk op 12 juli 400 in opstand. Het impopulaire barbaarse garnizoen sloeg op de vlucht. Gainas en Tribigild slaagden erin Constantinopel levend te verlaten, maar enkele duizenden Goten, waaronder veel vrouwen en kinderen die in de stad woonden als onderdeel van het Oost-Romeinse militaire establishment, werden afgeslacht.
Arcadius beval vervolgens de Gotische generaal Fravitta om een leger tegen Gainas te leiden. In wat hierna volgt, afgebeeld op de Kolom van Arcadius, overwon Fravitta Gainas en Tribigild in een zeeslag in de Zee van Marmara. De verslagen Goten gingen in Thessaloniki van boord en leden vervolgens opnieuw een nederlaag in Thracië, waarin Tribigild sneuvelde en Gainas slaagde te vluchten over de Donau.  Zijn vrijheid was echter van korte duur, want hij bevond zich nu in het gebied van de Hunnen. Deze namen hem gevangen, waarna Gainas gedood werd door Uldin die zijn hoofd naar Arcadius stuurde als diplomatiek geschenk.

## Nasleep
De Anatolische Goten speelden na hun ondergang geen rol van betekenis meer. De Goten die onder Alarik in Pannonia verbleven daarentegen gingen hun aandacht nu richtten op het westen. Door de staatsgreep van Gainas waren zij op een zijspoor beland en werden nu uitgesloten van de politiek in Constantinopel. Al snel verloren zij alle hoop op een nieuwe overeenkomst met de keizer. Om te proberen de impasse te doorbreken, nam Alarik in de herfst van 401 zijn volk mee naar Italië en probeerde in de komende twaalf maanden een deal te sluiten met Stilicho, de effectieve bevelhebber van het westelijke leger. Zijn komst leidde uiteindelijk tot de Gotische oorlog van 402-403.